# Imperio bizantino
Se denomina como Imperio romano de Oriente, Imperio bizantino o, simplemente, Bizancio a la mitad oriental del Imperio romano desde el 395, que pervivió durante toda la Edad Media y el comienzo del Renacimiento. Su capital se encontraba en Constantinopla (griego: Κωνσταντινούπολις, actual Estambul), construida sobre la antigua Bizancio, importante ciudad colonial de la Tracia griega fundada hacia el 667 a. C. durante la Antigüedad tardía, época en que el Imperio romano de Occidente todavía existía. Debido a su posterior carácter helenístico —al punto de reemplazar al latín por el griego como lengua oficial— algunos historiadores han optado por referirse a este Estado como un imperio esencialmente griego.
Durante los primeros siglos del Imperio romano, las provincias occidentales fueron romanizadas, pero las partes orientales mantuvieron su cultura helenística. Constantino I (r. 306-337) legalizó el cristianismo y movió la capital a Constantinopla. Teodosio I (r. 379-395) hizo del cristianismo la religión estatal y el griego gradualmente reemplazó al latín para usos oficiales. El imperio adoptó una estrategia defensiva y, a lo largo de su historia restante, pasó por ciclos recurrentes de declive y recuperación.
A lo largo de su dilatada historia, el Imperio bizantino sufrió numerosos reveses y pérdidas de territorio, especialmente durante las guerras contra los sasánidas, normandos, búlgaros, árabes y, por último, turcos. Alcanzó su mayor extensión bajo el reinado de Justiniano I (r. 527-565), quien reconquistó brevemente gran parte de Italia y la costa mediterránea occidental. Una plaga empezó alrededor del año 541, y una devastadora guerra con la Persia Sasánida drenó los recursos del imperio. Las conquistas árabes llevaron a la pérdida de las provincias más ricas del imperio—Egipto y Siria—a manos del Califato ortodoxo. En 689, se perdió África a manos del Califato omeya, pero el imperio se estabilizó bajo la dinastía isáurica. Se expandió una vez más bajo la dinastía macedonia, pasando por un renacimiento de dos siglos de duración. Posteriormente, periodos de guerra civil e incursiones selyúcidas resultaron en la pérdida de la mayor parte de Asia Menor. Aunque su influencia en África del Norte y Oriente Próximo decayó como resultado de estos conflictos, el imperio continuó siendo una importante potencia militar y económica en Europa, Oriente Próximo y el Mediterráneo oriental durante la mayor parte de la Edad Media. El imperio se recuperó durante la restauración Comneno y Constantinopla continuó siendo la ciudad más grande y rica en Europa hasta el siglo XIII. Tras ello, el Imperio comenzó una prolongada decadencia: fue en gran medida desmantelado en 1204, tras el saqueo de Constantinopla durante la Cuarta cruzada, cuando sus antiguos territorios fueron divididos entre estados remanentes griegos y reinos latinos. A pesar de que en 1261 se recuperó Constantinopla, el imperio reconstituido solo ejerció un poder regional durante sus últimos siglos. Sus territorios restantes fueron anexados progresivamente por los turcos otomanos en una serie de guerras libradas en los siglos XIV y XV. La caída de Constantinopla en 1453 trajo el final del imperio, pero su historia y legados continúan siendo tema de debate hasta la actualidad.
Durante este milenio de existencia, el Imperio fue un bastión del cristianismo e impidió el avance del islam hacia Europa Occidental. También fue uno de los principales centros comerciales del mundo, estableciendo una moneda de oro estable que circuló por toda el área mediterránea. Influyó de modo determinante en las leyes, los sistemas políticos y las costumbres de gran parte de Europa y de Oriente Medio, y gracias a él se conservaron y transmitieron muchas de las obras literarias y científicas del mundo clásico y de otras culturas.
En tanto que es la continuación oriental del Imperio romano, su transformación en una entidad cultural diferente de Occidente puede verse como un largo proceso que se inició cuando el emperador Constantino I el Grande trasladó la capital imperial a Constantinopla en el año 330. Continuó con la división definitiva del Imperio tras la muerte de Teodosio I en 395 y la posterior caída en 476 del Imperio romano de Occidente, y alcanzó su culminación durante el siglo VII, bajo el emperador Heraclio I, con cuyas reformas el Imperio adquirió un carácter marcadamente diferente al del viejo Imperio romano. Algunos académicos, como Theodor Mommsen, han afirmado que hasta Heraclio puede hablarse con propiedad del Imperio romano de Oriente, pues este sustituyó el antiguo título imperial de «augusto» por el de basileus (palabra griega que significa 'rey' o 'emperador') y reemplazó el latín por el griego como lengua administrativa en el 620, tras lo cual el Imperio tuvo un marcado carácter helénico.
En todo caso, el término Imperio bizantino fue creado por la erudición ilustrada de los siglos XVII y XVIII y nunca fue utilizado por los habitantes de este imperio, quienes lo continuaron denominando Imperio romano (en griego: Βασιλεία Ῥωμαίων, Basileía Romaíon o Ῥωμανία, Romanía) durante toda su existencia.

## El término «Imperio bizantino»

Imperio romano oriental en el 480.

La expresión «Imperio bizantino» (de Bizancio, antiguo nombre de Constantinopla) fue una creación del historiador alemán Hieronymus Wolf, quien en 1557 —un siglo después de la caída de Constantinopla— lo utilizó en su obra Corpus Historiae Byzantinae para designar este período de la historia en contraste con las culturas griega y romana de la Antigüedad clásica. El término no se hizo de uso frecuente hasta el siglo XVIII, cuando fue popularizado por autores franceses tales como Montesquieu.
El éxito del término puede guardar cierta relación con el rechazo histórico de Occidente a reconocer al Imperio romano de Oriente como continuación legítima de Roma, al menos desde que, en el siglo IX, Carlomagno y sus sucesores esgrimieron el documento apócrifo conocido como «Donación de Constantino» para proclamarse, con la connivencia del papado, emperadores romanos. Desde esta época, en las tierras occidentales el título Imperator Romanorum ('Emperador de los Romanos') quedó reservado a los soberanos del Sacro Imperio Romano Germánico, mientras que el emperador de Constantinopla era llamado, de manera un tanto despectiva, Imperator Graecorum ('Emperador de los Griegos'), y sus dominios, Imperium Graecorum ('Imperio Griego'), o incluso Imperium Constantinopolitanus ('Imperio de Constantinopla'). Está de más decir que los emperadores en Constantinopla nunca aceptaron estos nombres. Esta distinción tampoco existió en el mundo islámico. El imperio bizantino fue conocido por los turcos como روم (Rûm, 'tierra de los Romanos') y sus habitantes como rumis, calificativo que por extensión acabó aplicándose a los cristianos en general, y en especial a aquellos que se mantuvieron fieles a su fe en los territorios conquistados por el islam.
El adjetivo «bizantino» adquirió después un sentido despectivo, como sinónimo de «decadente», debido a la obra de historiadores como Edward Gibbon, William Lecky o el propio Arnold J. Toynbee, quienes, comparando la civilización bizantina con la Antigüedad clásica, vieron la historia del Imperio bizantino como un prolongado período de decadencia. Influyó seguramente también en esta apreciación el punto de vista de los cruzados de los reinos de Europa occidental que visitaron el Imperio desde finales del siglo XI.
La visión de los bizantinos como hombres sutiles y frívolos sobrevive en la expresión italiana «discusión bizantina», en referencia a cualquier disputa apasionada sobre una cuestión intrascendente, seguramente basada en las interminables controversias teológicas sostenidas por los intelectuales bizantinos.

## Identidad, continuidad y conciencia
Bizancio puede ser definido como un Imperio multiétnico que emergió como un Estado cristiano y terminó sus más de 1000 años de historia en 1453 como un Estado griego ortodoxo, adquiriendo un carácter verdaderamente nacional. Los bizantinos se identificaban a sí mismos como romanos, y continuaron usando el término cuando se convirtió en sinónimo de helenos. Prefirieron llamarse a sí mismos, en griego, romioi (es decir, pueblo griego cristiano con ciudadanía romana), al tiempo que desarrollaban una conciencia nacional como residentes de Romania.
El patriotismo se reflejaba en la literatura, particularmente en canciones y en poemas como el Digenis Acritas, en el que las poblaciones fronterizas (de combatientes llamados akritai) se enorgullecían de defender su país contra los invasores. Con el tiempo, el patriotismo se volvió local, porque no podía ya descansar en la protección de los ejércitos imperiales. Aun cuando los antiguos griegos no fueran cristianos, los bizantinos se enorgullecían de estos ancestros. Aun en los siglos que siguieron a las conquistas árabes y lombardas del siglo VII y la consecuente reducción del Imperio a los Balcanes y Asia Menor, donde residía una muy poderosa y superior población griega, continuó este carácter multiétnico. A pesar de todo, desde el siglo IX se agudizó el proceso de identificación con la antigua cultura griega.
A medida que avanzó la Edad Media pasaron de referirse a sí mismos como romioi ('romanos') a helenoi (que tenía connotaciones paganas tanto como el de romios) o graekos ('griego'), término que fue usado frecuentemente por los bizantinos, para su autoidentificación étnica, en especial en los últimos años del Imperio. La disolución del Estado bizantino en el siglo XV no deshizo inmediatamente la sociedad bizantina. Durante la ocupación otomana, los griegos continuaron identificándose como romioi y helenos, identificación que sobrevivió hasta principios del siglo XX y que aún persiste en la moderna Grecia.

## Historia

### Origen
La partición demográfica y geográfica del Imperio oriental tiene mucho que ver con la fisonomía que había adquirido la herencia que dejaron las conquistas de Alejandro Magno (356-323 a. C.). Tras su muerte, el imperio helenístico quedó fraccionado en Grecia, Anatolia, Media, y Egipto. Los herederos (diádocos), mantuvieron enfrentamientos por más de 100 años. Las pujas constantes terminaron debilitando a todos los reinos en cuestión, acudiendo a Roma como mediador entre sendas partes, fueron ocupadas paulatinamente y luego invadidas, entre los siglos I y II a. C. Lo que a Alejandro Magno le llevó doce años, Roma lo hizo en 150 años: pasaron a ser todas provincias romanas (a excepción de Persia y Media oriental). Los rasgos característicos de todas las regiones eran su origen multiétnico, la pluralidad religiosa (predominaba el politeísmo de cada región), y la gran diversidad de idiomas. Se destacaba principalmente la ciudad que el macedonio fundó, Alejandría, centro de proliferación del saber y la ciencia. En sí, Roma optó en dejar «todo tal como estaba», pero importando recursos económicos, ingenieros, cientistas y pensadores trabajando para su imperio.
Para asegurar el control del Imperio romano y hacer más eficiente su administración, el emperador Diocleciano, a finales del siglo III, instituyó el régimen de gobierno conocido como tetrarquía, consistente en la división del Imperio en dos partes, gobernadas por dos emperadores augustos, cada uno de los cuales llevaba asociado un «vice-emperador» y futuro heredero césar. Tras la abdicación pacífica de Diocleciano, el primer tetrarca, el sistema perdió su vigencia y se abrió un período de guerras civiles que no concluyó hasta el año 324, cuando Constantino I el Grande unificó ambas partes del Imperio.
Constantino reconstruyó la ciudad de Bizancio como nueva capital en 330. La llamó Nueva Roma, pero se la conoció popularmente como Constantinopla o Constantinópolis ('La Ciudad de Constantino'). La nueva administración tuvo su centro en la ciudad, que gozaba de una envidiable situación estratégica y estaba situada en el nudo de las más importantes rutas comerciales del Mediterráneo oriental.

### Cambios religiosos
Constantino fue también el primer emperador en adoptar el cristianismo, religión que fue decretada como oficial y obligatoria (bajo pena de muerte caso contrario) por el emperador Teodosio I, en el año 380 d. C. tras promulgar el Edicto de Tesalónica, lo que llevó a una fuerte resistencia y una larga serie de enfrentamientos de carácter religioso. Las regiones subordinadas por tantos siglos bajo un régimen imperial que permitía la libertad religiosa y las prácticas culturales propias de cada etnia, estaba ahora bajo una larga lista de nuevas prohibiciones.

### División del imperio
A la muerte del emperador Teodosio I en 395, el Imperio se dividió definitivamente: Flavio Honorio, su hijo menor, heredó Occidente, con capital en Roma, mientras que a su hijo mayor, Arcadio, le correspondió Oriente, con capital en Constantinopla. Para la mayoría de los autores, es a partir de este momento cuando comienza propiamente la historia del Imperio bizantino. Mientras que la historia del Imperio romano de Occidente concluyó en 476, cuando fue depuesto el joven Rómulo Augústulo por el germano (del grupo hérulo) Odoacro. En cambio la historia del Imperio bizantino se prolongó aún durante casi un milenio.

### Historia temprana
En tanto que el Imperio de Occidente se hundía de forma definitiva, los sucesores de Teodosio fueron capaces de conjurar las sucesivas invasiones de pueblos bárbaros que amenazaron el Imperio de Oriente. Los visigodos fueron desviados hacia Occidente por el emperador Arcadio (395-408). Su sucesor, Teodosio II (408-450) reforzó las murallas de Constantinopla, haciendo de ella una ciudad inexpugnable (de hecho, no sería conquistada por tropas extranjeras hasta 1204), y logró evitar la invasión de los hunos mediante el pago de tributos hasta que se disgregaron y acabaron de representar un peligro tras la muerte de Atila, en 453. Por su parte, Zenón (474-491) evitó la invasión del rey ostrogodo Teodorico el Grande, dirigiéndolo hacia Italia, contra el reino establecido por Odoacro.
La unidad religiosa fue amenazada por las herejías que proliferaron en la mitad oriental del Imperio, y que pusieron de relieve la división en materia doctrinal entre las cuatro principales sedes orientales: Constantinopla, Antioquía, Jerusalén y Alejandría. Ya en 325, el Concilio de Nicea había condenado el arrianismo que negaba la divinidad de Cristo. En 431, el Concilio de Éfeso declaró herético el nestorianismo. La crisis más duradera, sin embargo, fue la causada por la herejía monofisista que afirmaba que Cristo solo tenía una naturaleza, la divina. Aunque fue también condenada por el Concilio de Calcedonia, en 451, había ganado numerosos adeptos, sobre todo en Egipto y Siria, y todos los emperadores fracasaron en sus intentos de restablecer la unidad religiosa. En este período se inicia también la estrecha asociación entre la Iglesia y el Imperio: León I (457-474) fue el primer emperador coronado por el patriarca de Constantinopla.
A finales del siglo V, durante el reinado del emperador Anastasio I, el peligro que suponían las invasiones bárbaras parecía definitivamente conjurado. Los pueblos germánicos, ya asentados en el desaparecido Imperio de Occidente, estaban demasiado ocupados consolidando sus respectivas monarquías como para interesarse por Bizancio.

### La época de Justiniano

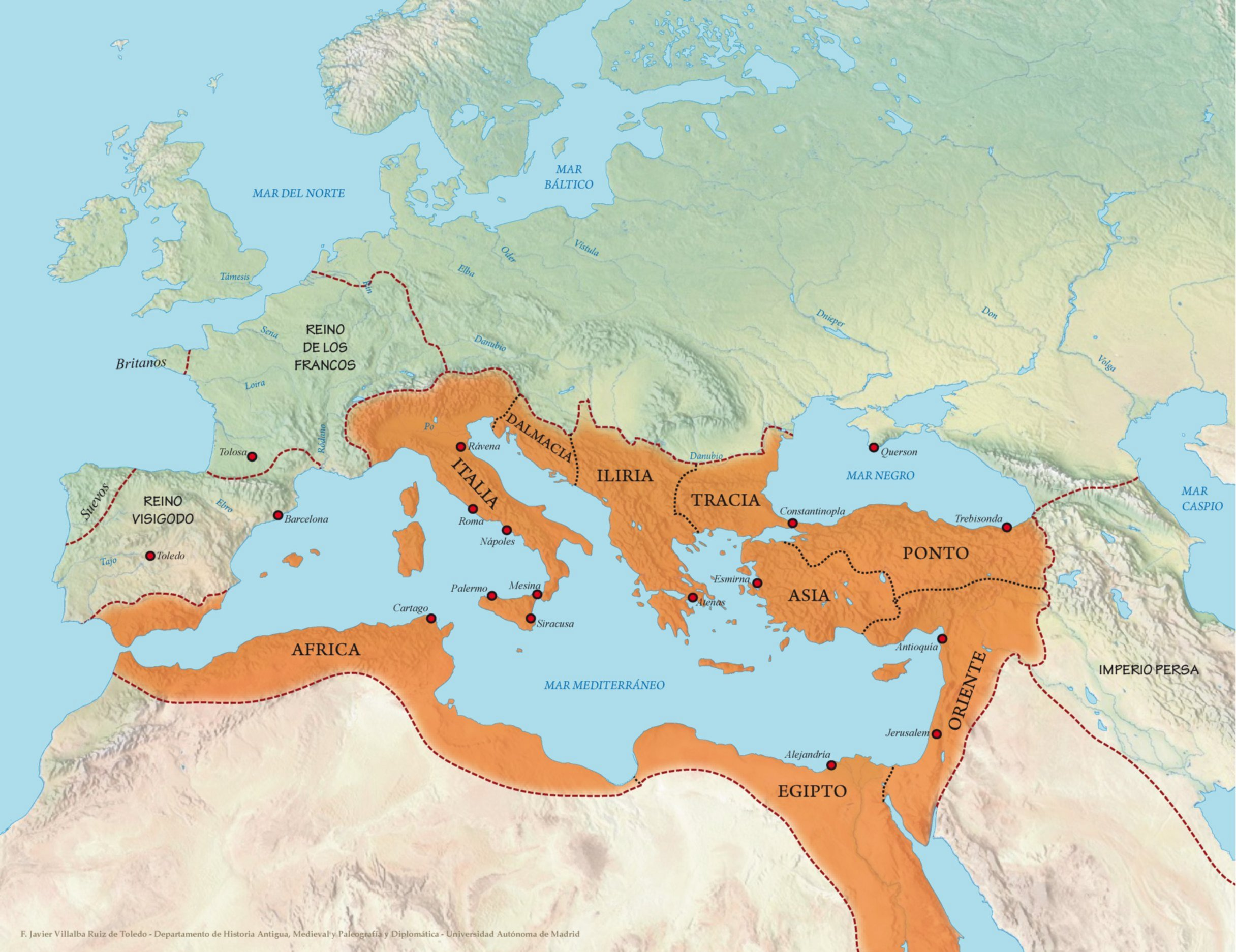
Mapa del Imperio bizantino en el año 550, bajo el reinado de Justiniano.

Durante el reinado de Justiniano I (527-565), el Imperio llegó al apogeo de su poder. El emperador se propuso restaurar las fronteras del antiguo Imperio romano, para lo que, una vez restaurada la seguridad de la frontera oriental tras la victoria del general Belisario frente al expansionismo persa de Cosroes I en la batalla de Dara (530), emprendió una serie de guerras de conquista en Occidente:
Entre 533 y 534, tras sendas victorias en Ad Decimum y Tricamarum, un Ejército al mando de Belisario conquistó el reino vándalo, ubicado en la antigua provincia romana de África y las islas del Mediterráneo Occidental (Cerdeña, Córcega y las Baleares). El territorio, una vez pacificado, fue gobernado por un funcionario denominado magister militum. En 535 Mundus ocupó Dalmacia. Ese mismo año Belisario avanzó hacia Italia, llegando en 536 hasta Roma tras ocupar el sur de Italia. Tras una breve recuperación de los ostrogodos (541-551), un nuevo ejército bizantino, capitaneado esta vez por Narsés, anexionó nuevamente Italia, creándose el exarcado de Rávena. En 552 los bizantinos intervinieron en disputas internas de la Hispania visigoda y anexionaron al Imperio extensos territorios del sur de la península ibérica, llamándola Provincia de Spania. La presencia bizantina en Hispania se prolongó hasta el año 620.

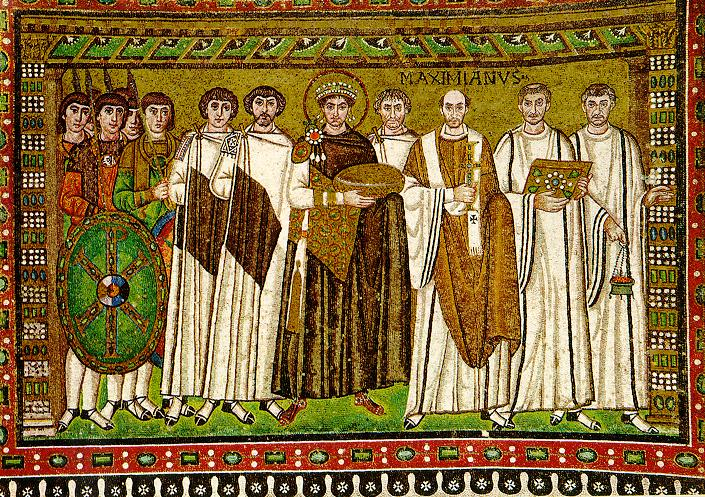
Justiniano en los mosaicos de la iglesia de San Vital en Rávena.

La época de Justiniano no solo destaca por sus éxitos militares. Bajo su reinado, Bizancio vivió una época de esplendor cultural, a pesar de la clausura de la Academia de Atenas, destacando, entre otras muchas, las figuras de los poetas Nono de Panópolis y Pablo Silenciario, el historiador Procopio, y el filósofo Juan Filopón. Entre 528 y 533, una comisión nombrada por el emperador codificó el Derecho romano en el Corpus Iuris Civilis, permitiendo así la transmisión a la posteridad de uno de los más importantes legados del mundo antiguo. Otra recopilación legislativa: el Digesto, dirigido por Triboniano, fue publicado en 533. El esplendor de la época de Justiniano encuentra su mejor ejemplo en una de las obras arquitectónicas más célebres de la historia del Arte, la iglesia de Santa Sofía, construida durante su reinado por los arquitectos Antemio de Tralles e Isidoro de Mileto.
Dentro de la capital se quebrantó el poder de los partidos del circo, donde las carreras de cuadrigas se habían convertido en una diversión popular que levantaba pasiones. De hecho, eran usadas políticamente, expresando el color de cada equipo divergencias religiosas (un precoz ejemplo de movilizaciones populares usando colores políticos). La Iglesia reconoció al señor de Constantinopla como rey-sacerdote y restauró la relación con Roma. Surgió una nueva Iglesia de la Divina Sabiduría (Hagia Sophia) como signo y símbolo de un esplendor magnífico y majestuoso.
Las campañas de Justiniano en Occidente y el coste de estos actos de esplendor imperial dejaron exhausta la hacienda imperial y precipitaron al Imperio en una situación de crisis, que llegaría a su punto culminante a comienzos del siglo VII. La necesidad de más financiación permitió que su odiado ministro de hacienda, Juan de Capadocia, impusiera mayores y nuevos impuestos a los ciudadanos de Bizancio. La revuelta de Niká (532) estuvo a punto de provocar la huida del emperador, que evitó la emperatriz Teodora con su famosa frase «la púrpura es un sudario glorioso» (o bello, o buen sudario). Procopio, en su Historia secreta reproduce así las palabras de Teodora:

... quien ha recibido el poder soberano no debe vivir si se lo deja quitar. Tú César, si quieres huir, nada es más fácil... en cuanto a mí, Dios no permita que abandone la púrpura y aparezca en público sin ser saludada como Emperatriz. Aprecio mucho esta antigua sentencia: «La púrpura es un glorioso sudario».

 Así mismo, un desastre se cernió sobre el Imperio en el año 543 d. C. Se trataba de la Peste de Justiniano. Se cree que provocada por el bacilo Yersinia pestis, también conocida como "la peste negra". Sin duda fue un elemento clave que contribuyó a agudizar la grave crisis económica que ya sufría el Imperio. Se estima que un tercio de la población de Constantinopla pereció por su causa.

### El repliegue de Bizancio
Los siglos VII y VIII constituyen en la historia de Bizancio una especie de «Edad Oscura» acerca de la cual se tiene muy escasa información. Es un período de crisis, con tremendas dificultades externas (el hostigamiento del islam que conquistó las regiones más ricas, los continuos ataques de búlgaros y eslavos desde el norte y la reanudación de la lucha contra los persas en el este) e internas (las luchas entre iconoclastas e iconódulos, símbolo de los enfrentamientos internos entre poder temporal y religioso). A pesar de ello, el Imperio salió de este periodo transformado y reforzado.
Justino II trató de seguir los pasos de su tío y su misma mente sucumbió bajo el intolerable peso de administrar un Imperio amenazado desde varios frentes. Su sucesor, Tiberio II abandonó la política militar de Justiniano y permitió que Italia cayera bajo el poder de los lombardos y los bárbaros ocuparan el Tíber, y se replegó a África. Mauricio llegó a hacer un tratado favorable con Persia (590), volvió una vez más a la defensa de las fronteras del norte, pero el Ejército se negó a soportar las inclemencias de la campaña y Mauricio perdió con el trono la vida. Con Focas, las invasiones de los persas, de los bárbaros y las luchas internas estuvieron a punto de destruir al Imperio. Sin embargo, la revolución de algunas provincias logró salvarlo.

#### Amenazas exteriores
Desde África, donde era más fuerte el elemento latino, zarpó Heraclio para rescatar a los últimos restos del Imperio romano. Este viaje era a sus ojos una empresa religiosa y durante todo su reinado ese interés fue capital. El siglo VII comienza con la crisis provocada por la espectacular ofensiva del monarca persa Cosroes II que, con sus conquistas en Egipto, Siria y Asia Menor, llegó a amenazar la existencia misma del Imperio. Esta situación fue aprovechada por otros enemigos de Bizancio, como los ávaros y eslavos, que pusieron sitio a Constantinopla en 626. El emperador Heraclio fue capaz, tras una guerra larga y agotadora, de conjurar este peligro, repeliendo el asalto de ávaros y eslavos, y derrotando definitivamente a los persas en 628. En su guerra contra los persas, Heraclio logró hacerles retroceder hasta el corazón de su patria y debilitarlos al punto que no fueron capaces de sobrevivir el ataque árabe sucesivo. En su misión de salvar el Imperio y consolidarlo tuvo un gran respaldo por parte de la Iglesia.
Sin embargo, apenas unos años después, entre 633 y 645, la rápida expansión musulmana arrebataba para siempre al Imperio, exhausto por la guerra contra Persia, las provincias de Siria, Palestina y Egipto. Pero el Imperio de Heraclio sobrevivió a los ataques árabes (aunque perdiendo casi toda su romanidad y tomando características completamente helenísticas en el área balcánico-anatólica), mientras que los Persas fueron conquistados totalmente por los Árabes.
A mediados del siglo VII, las fronteras se estabilizaron. Los árabes continuaron presionando, llegando incluso a amenazar la capital, pero la superioridad naval bizantina, reforzada por su magníficas fortificaciones navales y su monopolio del «fuego griego» (un producto químico capaz de arder en el agua) salvó al Imperio bizantino de la destrucción.
En la frontera occidental, el Imperio se ve obligado a aceptar desde la época de Constantino IV (668-685) la creación dentro de sus fronteras, en la provincia de Moesia, del reino independiente de Bulgaria (véase Primer Imperio búlgaro). Además, pueblos eslavos fueron instalándose en los Balcanes, llegando incluso hasta el Peloponeso. En Occidente, la invasión de los lombardos hizo mucho más precario el dominio bizantino sobre Italia.

#### La querella iconoclasta
Entre los años 726 y 843 el Imperio bizantino fue desgarrado por las luchas internas entre los iconoclastas, partidarios de la prohibición de las imágenes religiosas, y los iconódulos, contrarios a dicha prohibición. La primera época iconoclasta se prolongó desde 726, año en que León III (717-741) suprimió el culto a las imágenes, hasta 783, cuando fue restablecido por el II Concilio de Nicea. La segunda etapa iconoclasta tuvo lugar entre 813 y 843. En este año fue restablecida definitivamente la ortodoxia.
No fue un simple debate teológico entre iconoclastas e iconódulos, sino un enfrentamiento interno desatado por el patriarcado de Constantinopla, apoyado por el emperador León III, que pretendía acabar con la concentración de poder e influencia política y religiosa de los poderosos monasterios y sus apoyos territoriales (puede imaginarse su importancia viendo cómo ha sobrevivido hasta la actualidad el Monte Athos, fundado más de un siglo después, en 963). Según algunos autores, el conflicto iconoclasta refleja también la división entre el poder estatal —los emperadores, la mayoría partidarios de la iconoclasia—, y el eclesiástico —el patriarcado de Constantinopla, en general iconódulo—; también se ha señalado que mientras en Asia Menor los iconoclastas constituían la mayoría, en la parte europea del Imperio eran más predominantes los iconódulos.

#### Transformaciones
La recuperación de la autoridad imperial y la mayor estabilidad de los siglos siguientes trajo consigo también un proceso de helenización, es decir, de recuperación de la identidad griega frente a la oficial entidad romana de las instituciones, cosa más posible entonces, dada la limitación y homogeneización geográfica producida por la pérdida de las provincias, y que permitía una organización territorial militarizada y más fácilmente gestionable: los temas (themata) con la adscripción a la tierra de los militares en ellos establecidos, lo que produjo formas similares al feudalismo occidental. A principios del siglo IX, el Imperio había sufrido varias transformaciones importantes:
- Uniformización cultural y religiosa: la pérdida frente al islam de las provincias de Siria, Palestina y Egipto trajo como consecuencia una mayor uniformidad. Los territorios que el Imperio conservaba a mediados del siglo VII eran de cultura fundamentalmente griega. El latín fue definitivamente abandonado en favor del griego. Ya en 629, durante el reinado de Heraclio, está documentado el uso del término griego basileus en lugar del latín augustus. En el aspecto religioso, la incorporación de estas provincias al islam dio por concluida la crisis monofisita, y en 843 el triunfo de los iconódulos supuso por fin la unidad religiosa.
- Reorganización territorial: en el siglo VII —probablemente en época de Constante II (641-668)— el Imperio fue dotado de una nueva organización territorial para hacer más eficaz su defensa. El territorio bizantino se organizó en los themata, distritos militares que eran al mismo tiempo circunscripciones administrativas, y cuyo gobernador y jefe militar, el estrategos, gozaba de una amplia autonomía.
- Ruralización: la pérdida de las provincias del Sur, donde más desarrollo habían alcanzado la artesanía y el comercio, implicó que la economía bizantina pasara a ser esencialmente agraria. La irrupción del islam en el Mediterráneo a partir del siglo VIII dificultó las rutas comerciales. Decreció la población y la importancia de las ciudades en el conjunto del Imperio, en tanto que empezaba a desarrollarse una nueva clase social, la aristocracia latifundista, especialmente en Asia Menor.

La mayoría de estas transformaciones se dio como consecuencia de la pérdida de las provincias de Egipto, Siria y Palestina, que pasaron a dominio musulmán.

### Renacimiento macedónico (867)
El final de las luchas iconoclastas supone una importante recuperación del Imperio, visible desde el reinado de Miguel III (842-867), último emperador de la dinastía Amoriana, y, sobre todo, durante los casi dos siglos (867-1056) en que Bizancio fue regido por la Dinastía Macedónica. Este período es conocido por los historiadores como «renacimiento macedónico».

#### Política exterior
Durante estos años, la crisis en que se ve sumido el Califato Abasí, principal enemigo del Imperio en Oriente, debilita considerablemente la ofensiva islámica. Sin embargo, los nuevos Estados musulmanes que surgieron como resultado de la disolución del califato (principalmente los aglabíes del Norte de África y los fatimíes de Egipto), lucharon duramente contra los bizantinos por la supremacía en el Mediterráneo oriental. A lo largo del siglo IX, los musulmanes arrebataron definitivamente Sicilia al Imperio. Creta ya había sido conquistada por los árabes en 827. El siglo X fue una época de importantes ofensivas contra el islam, que permitieron recuperar territorios perdidos muchos siglos antes: Nicéforo II Focas (963-969) reconquistó el norte de Siria, incluyendo Antioquía (969), así como Creta (961) y Chipre (965).
El gran enemigo occidental del Imperio durante esta etapa fue el Estado búlgaro. Convertido al cristianismo a mediados del siglo IX, Bulgaria alcanzó su apogeo en tiempos del zar Simeón I (893-927), educado en Constantinopla. Desde 896 el Imperio estuvo obligado a pagar un tributo a Bulgaria, y, en 913, Simeón estuvo a punto de atacar la capital. A la muerte de este monarca, en 927, su reino comprendía buena parte de Macedonia y Tracia, junto con Serbia y Albania. El poder de Bulgaria fue, sin embargo, declinando durante el siglo X, y, a principios del siglo siguiente, Basilio II (976-1025), llamado Bulgaróctonos ('Matador de búlgaros') invadió Bulgaria y la anexionó al Imperio, dividiéndola en 4 temas.

Mapa del Imperio durante el reinado de Basilio II.

Uno de los hechos más decisivos, y de efectos más duraderos, de esta época fue la incorporación de los pueblos eslavos a la órbita cultural y religiosa de Bizancio. En la segunda mitad del siglo IX, los monjes de Tesalónica Cirilo y Metodio fueron enviados a evangelizar Moravia a petición de su monarca, Ratislav I. Para llevar a cabo su tarea crearon, partiendo del dialecto eslavo hablado en Tesalónica, una lengua literaria, el antiguo eslavo eclesiástico o litúrgico, así como un nuevo alfabeto para ponerla por escrito, el alfabeto glagolítico (luego sustituido por el alfabeto cirílico). Aunque la misión en Moravia fracasó, a mediados del siglo X se produjo la conversión de la Rus de Kiev, quedando así bajo la influencia bizantina un Estado más amplio y extenso que el propio Imperio.
Las relaciones con Occidente fueron tensas desde la coronación de Carlomagno (800) y las pretensiones de sus sucesores al título de emperadores romanos y al dominio sobre Italia. Durante toda esta etapa, a pesar de la pérdida de Sicilia, el Imperio siguió teniendo una enorme influencia en el sur de Italia. Las tensiones con Otón I, quien pretendía expulsar a los bizantinos de Italia, se resolvieron mediante el matrimonio de la princesa bizantina Teófano, sobrina del emperador bizantino Juan I Tzimiscés, con Otón II.

### Separación de la iglesia cristiana oriental y occidental (1054)
Tras la resolución del conflicto iconoclasta, se restauró la unidad religiosa del Imperio. No obstante, hubo de hacerse frente a la herejía de los paulicianos, que en el siglo IX llegó a tener una gran difusión en Asia Menor, así como a su rebrote en Bulgaria, la doctrina bogomilita.
Durante esta época fueron evangelizados los búlgaros. Esta expansión del cristianismo oriental provocó los recelos de Roma, y a mediados del siglo IX estalló una grave crisis entre el patriarca de Constantinopla, Focio y el papa Nicolás I, quienes se excomulgaron mutuamente, produciéndose la separación definitiva de las iglesias oriental y occidental. Además de la rivalidad por la primacía entre las sedes de Roma y Constantinopla, existían algunos desacuerdos doctrinales. El Cisma de Focio fue, sin embargo, breve, y hacia 877 las relaciones entre Oriente y Occidente volvieron a la normalidad.
La ruptura definitiva con Roma se consumó en 1054, conocido como Cisma de Oriente y Occidente, con motivo de una nueva disputa sobre el texto del Credo, en el que los teólogos latinos habían incluido la cláusula Filioque, significando así, en contra de la tradición de las iglesias orientales, que el Espíritu Santo procedía no solo del Padre, sino también del Hijo. Existía también desacuerdo en otros muchos temas menores, y subyacía, sobre todo, el enfrentamiento por la primacía entre las dos antiguas capitales del Imperio.

### Declive del Imperio (1056-1204)

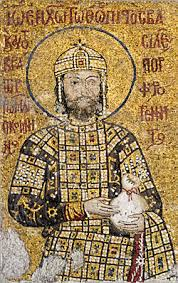
Emperador Manuel I Comneno (1143-1180).

Tras el período de esplendor que supuso el Renacimiento Macedónico, en la segunda mitad del siglo XI comenzó un período de crisis, marcado por su debilidad ante la aparición de dos poderosos nuevos enemigos: los turcos selyúcidas y los reinos cristianos de Europa occidental; y por la creciente feudalización del Imperio, acentuada al verse forzados los emperadores Comneno a realizar cesiones territoriales (denominadas pronoia) a la aristocracia y a miembros de su propia familia.
En la frontera oriental, los turcos selyúcidas, que hasta el momento habían centrado su interés en derrotar al Egipto fatimí, empezaron a hacer incursiones en Asia Menor, de donde procedía la mayor parte de los soldados bizantinos. Con la inesperada y aplastante derrota en la batalla de Manzikert (1071) de Romano IV a manos del sultán Alp Arslan, la hegemonía bizantina en Asia Menor llegó a su fin. Posteriores emperadores de la dinastía Conmena lograrían reconquistar parte de los territorios perdidos, pero tras 1204 esto fue imposible. Más aún, un siglo después, Manuel I Comneno sufriría otra humillante derrota frente a los selyúcidas en Miriocéfalo en 1176.
En Occidente, los normandos expulsaron de Italia a los bizantinos en unos pocos años (entre 1060 y 1076), y conquistaron Dirraquio, en Iliria, desde donde pretendían abrirse camino hasta Constantinopla. La muerte de Roberto Guiscardo en 1085 evitó que estos planes se llevasen a efecto. Aprovechando la ausencia normanda y la pacificación temporal de los pechenegos en Bulgaria, el emperador Alejo I Comneno buscó la ayuda del papa Urbano II para reclutar un ejército que le ayudara a reconquistar Anatolia. Esto tuvo como resultado el inicio de las Cruzadas, que, irónicamente, terminarían causando el declive final del Imperio.
La intervención cruzada terminó generando problemas al Imperio. A pesar de haberse comprometido a ponerse bajo la autoridad bizantina, los cruzados terminaron por establecer varios Estados independientes en Antioquía, Edesa, Trípoli y Jerusalén. Los alemanes del Sacro Imperio y los normandos de Sicilia y el sur de Italia siguieron atacando el Imperio durante el siglo XII. Las ciudades-estado y repúblicas italianas como Venecia y Génova, a las cuales Alejo I había concedido derechos comerciales en Constantinopla, se convirtieron en los objetivos de sentimientos antioccidentales. Los europeos en conjunto eran denominados despectivamente como "francos", pueblo recordado por conquistar los antiguos territorios del Imperio occidental durante la época de Carlomagno. A los venecianos en especial les importunaron sobremanera dichas manifestaciones del pueblo bizantino, teniendo en cuenta que su flota de barcos era la base de la marina bizantina.

### Cuarta cruzada y consecuencias (1204-1261)

La situación en la primera mitad del.

Federico I Barbarroja, emperador del Sacro Imperio, intentó conquistar sin éxito el Imperio durante la Tercera cruzada, pero fue la cuarta la que tuvo el efecto más devastador sobre el Imperio bizantino. La intención expresa de la Cruzada era conquistar Egipto, aunque los cruzados terminaron haciendo de mercenarios para la República de Venecia, que les prometió riquezas a cambio de tomar Zara (Hungría). La ciudad fue sitiada y cayó en 1202. Fue entonces que intervino Alejo IV Ángelo, quien estaba involucrado en una guerra civil en contra del incompetente Alejo III Ángelo. Sin tomar en cuenta el precario estado del tesoro imperial, Alejo IV prometió soldados y dinero a cambio de instaurarlo en el trono, y así lo hicieron. Cruzados y venecianos tomaron la ciudad sin muchas dificultades, puesto que el emperador había huido y los ciudadanos habían liberado al ex-emperador Isaac II, restaurado junto a su hijo Alejo IV. Sin embargo, estos fueron incapaces de pagarle a los cruzados, quienes en respuesta volvieron a atacar la ciudad.
Constantinopla cayó a los cruzados en 1204. Le siguieron tres días de pillaje y destrucción de importantes obras de arte; por primera vez desde su fundación por Constantino I, más de ochocientos años antes, la ciudad había sido tomada por un ejército extranjero. Los cruzados y venecianos firmaron el Partitio terrarum imperii Romaniae ("Partición del Imperio romano"), con el cual Imperio dejó de existir para dar lugar a una serie de estados cruzados. El más importante de estos fue el Imperio latino (1204-1261).

El Imperio hacia el año 1265, terminó siendo casi una representación geográfica de la Grecia Clásica del

El poder bizantino pasó a estar permanentemente debilitado. En este tiempo, Serbia, bajo Esteban Dushan, de la dinastía Nemanjić, se fortaleció aprovechando el desmoronamiento imperial e inició un proceso que culminaría con el establecimiento del Imperio serbio en 1346. Sin embargo, existieron tres remanentes griegos herederos del Imperio bizantino fuera de la órbita latina: el Imperio de Nicea, el Imperio de Trebisonda, y el Despotado de Epiro. El primero, gobernado por la dinastía Paleólogo, reconquistó Constantinopla en 1261 y derrotó al Epiro, revitalizando el Imperio, pero prestando demasiada atención a Europa cuando la creciente penetración de los turcos en Asia Menor constituía el principal problema.

### Decadencia final y sitio turco (1261-1453)
La historia del Imperio bizantino tras la reconquista de la capital por Miguel VIII Paleólogo es la de una prolongada decadencia. En el lado oriental el avance turco redujo casi a la nada los dominios asiáticos del Imperio, convertido en algunas etapas en vasallo de los otomanos, mientras en los Balcanes debió competir con los Estados griegos y latinos que habían surgido a raíz de la conquista de Constantinopla en 1204. En el Mediterráneo, la superioridad naval veneciana dejaba muy pocas opciones a Constantinopla. Además, durante el siglo XIV el Imperio, reducido a ser uno más de los numerosos Estados balcánicos, debió afrontar la terrible revuelta de los almogávares de la Corona de Aragón y dos devastadoras guerras civiles.
Durante un tiempo el Imperio sobrevivió simplemente porque selyúcidas, mongoles y persas safávidas estaban demasiado divididos para poder atacarlo, pero finalmente los turcos otomanos invadieron todo lo que quedaba de las posesiones bizantinas, a excepción de unas cuantas ciudades portuarias. Los otomanos —núcleo originario del futuro Imperio otomano— procedían de uno de los sultanatos escindidos del Estado selyúcida encabezado por un jefe llamado Osmán I, que daría el nombre a la dinastía otomana u osmanlí.

El Imperio bizantino hacia 1400 ya no era un imperio: terminó reducido a Laconia, Salónica y Constantinopla, aisladas entre sí.

El Imperio solicitó el socorro de Occidente, pero los diferentes Estados pusieron como condición la reunificación de la Iglesia católica y la ortodoxa. Los mandatarios bizantinos estudiaron la unión de las Iglesias y ocasionalmente incluso llegaron a imponerla por decreto, pero los ortodoxos no la aceptaron. Algunos combatientes occidentales llegaron en auxilio de Bizancio, pero muchos prefirieron dejar al Imperio sucumbir, y no hicieron nada cuando los otomanos conquistaron los territorios restantes.
Constantinopla parecía en principio inexpugnable debido a sus poderosas defensas, pero, con el advenimiento de los cañones, las murallas —que habían sido impenetrables excepto para los integrantes de la Cuarta Cruzada durante más de mil años— ya no ofrecían la protección adecuada frente a los otomanos. La caída de Constantinopla se produjo finalmente el 29 de mayo de 1453, después de un sitio de dos meses llevado a cabo por Mehmet II. El último emperador bizantino, Constantino XI Paleólogo, fue visto por última vez cuando entraba en combate con las tropas de jenízaros de los sitiadores otomanos, que superaban de manera aplastante a los bizantinos. Los últimos remanentes bizantinos independientes, Morea y Trebisonda, fueron también conquistados por Mehmet en 1460 y 1461 respectivamente. El último titular de la Corona del Imperio bizantino, Andrés Paleólogo, sobrino de Constantino XI, vendió su título imperial a los Reyes Católicos antes de su muerte en 1502, aunque nunca fue usado por los monarcas españoles.

## Mundo bizantino

### Demografía
Son muy pocos los datos que pueden permitirnos calcular la población del Imperio bizantino. J. C. Russell indica que a finales del siglo IV la población total del Imperio romano de Oriente era de unos veinticinco millones, repartidos en un área de aproximadamente 1 600 000 km². Hacia el siglo IX, sin embargo, tras la pérdida de las provincias de Siria, Egipto y Palestina y la crisis de población del siglo VI, se cree que habitaban el Imperio alrededor de trece millones de personas en un territorio de 745 000 km². Hacia el siglo XIII, con las importantes mermas territoriales sufridas por el Imperio, no es probable que el basileus rigiese los destinos de más de cuatro millones de personas. Desde entonces el territorio del Imperio —y, por ende, su población— fue reduciéndose rápidamente hasta la caída de Constantinopla en 1453. Las mayores concentraciones de población estuvieron siempre en la parte asiática del Imperio, especialmente en el litoral egeo de Asia Menor.
En cuanto a las ciudades, el crecimiento de Constantinopla fue espectacular en los siglos IV y V. Mientras que la capital de Occidente, Roma, había declinado considerablemente desde el siglo II (llegó a tener un millón y medio de habitantes, que conservó hasta el siglo V), Constantinopla, con solo unos cien mil —en el momento de su fundación, contaba escasamente con treinta mil habitantes—, llegó en época de Justiniano a los cuatrocientos mil. Pero Constantinopla no era la única gran ciudad del Imperio. La población de Alejandría en esa misma época se ha calculado en torno a los trescientos mil habitantes, algo mayor que la de Antioquía (un cuarto de millón). A estas les seguían en tamaño otras ciudades menores como Éfeso, Esmirna, Pérgamo, Trebisonda, Edesa, Nicea, Tesalónica, Tebas y Atenas.
El siglo VI supuso un importante retroceso de la urbanización debido tanto a las guerras como a una desdichada sucesión de epidemias y catástrofes naturales. En el siglo siguiente, tras la pérdida de Siria, Palestina, Egipto y Cartago, solo quedaron dos grandes ciudades en el Imperio: la capital y Tesalónica. Parece que la población de Constantinopla decreció considerablemente durante los siglos VI y VII (a causa, entre otras razones, de la peste) y solo comenzó a recuperarse a mediados del siglo VIII. Se calcula que su población sería de trescientos mil habitantes durante el renacimiento macedónico, y de no menos de medio millón bajo la dinastía Comnena.
En los últimos tiempos del Imperio las ciudades sufrieron un pronunciado declive. Se calcula que, en el momento de su conquista por los turcos, la población de la capital estaba en torno a los cincuenta mil habitantes, y la de la segunda ciudad del Imperio, Tesalónica, rondaba los treinta mil.

### Economía
Como en el resto del mundo en la Edad Media, la principal actividad económica era la agricultura que estaba organizada en latifundios, en manos de la nobleza y el clero. Cultivaban los cereales, frutos, las hortalizas y otros alimentos. La principal industria era la textil, basada en talleres de seda estatales, que empleaban a grandes cantidades de operarios. El Imperio dependía por completo del comercio con Oriente para el abastecimiento de seda, hasta que a mediados del siglo VI unos monjes desconocidos —quizá nestorianos— lograron llevar capullos de gusanos de seda a Justiniano. El Imperio comenzó a producir su propia seda —principalmente en Siria—, y su fabricación fue un secreto celosamente guardado y desconocido en el resto de Europa hasta al menos el siglo XII.
Hay que destacar la gran importancia del comercio. Por su situación geográfica, el Imperio bizantino fue un intermediario necesario entre Oriente y el Mediterráneo, al menos hasta el siglo VII, cuando el islam se apoderó de las provincias meridionales del Imperio. Era especialmente importante la posición de la capital, que controlaba el paso de Europa a Asia, y al dominar el estrecho del Bósforo, los intercambios entre el Mediterráneo (desde donde se accedía a Europa occidental) y el mar Negro (que enlazaba con el norte de Europa y Rusia).
Existían tres rutas principales que enlazaban el Mediterráneo con el Extremo Oriente:
1. El camino más corto atravesaba Persia, y luego Asia Central (Samarcanda, Bujará). Se conoce como Ruta de la Seda.
2. Una segunda ruta, mucho más difícil, evitaba Persia, e iba del mar Negro, a través de los puertos de Crimea, al Caspio, y de ahí a Asia Central. Esta ruta fue abierta en época de Justino II.
3. Por mar, desde la costa de Egipto, a través del mar Rojo y del océano Índico, aprovechando los monzones, hasta Sri Lanka. Esta ruta marítima posibilitaba no solo el comercio con la India, sino también con el reino de Aksum, en la actual Eritrea. Una pormenorizada relación de las vicisitudes de esta ruta se encuentra en la obra del viajero Cosmas Indicopleustes. El comercio bizantino por esta ruta desapareció cuando en el siglo VII se perdieron las provincias meridionales del Imperio.

El comercio bizantino entró en decadencia durante los siglos XI y XII, a causa de las ruinosas concesiones que se hicieron a Venecia, y, en menor medida, a Génova y a Pisa.
Un importante elemento en la economía del Imperio fue su moneda, el sólido bizantino y el besante, de extendido prestigio en el comercio mundial de la época.

### El emperador
El jefe supremo del Imperio bizantino era el emperador (basileus), que dirigía el Ejército, la Administración y tenía el poder religioso. Cada emperador tenía la potestad de elegir a su sucesor, al que asociaba a las tareas de gobierno confiriéndole el título de césar. En algún momento de la historia de Bizancio (concretamente, durante el reinado de Romano I Lecapeno) llegó a haber hasta 5 césares simultáneos.
El sucesor no era necesariamente hijo del emperador. En muchos casos, la sucesión fue de tío a sobrino (Justiniano, por ejemplo, sucedió a su tío Justino I y fue sucedido por su sobrino Justino II). Otros personajes llegaron a la dignidad imperial a través del matrimonio, como Nicéforo II o Romano IV.
Si bien el emperador elegía a su sucesor, fueron muchos los que llegaron al poder al ser proclamados emperadores por el Ejército (como Heraclio I o Alejo I Comneno), o gracias a las intrigas cortesanas, a veces aderezadas con numerosos crímenes. Para evitar que los emperadores depuestos y sus familiares reivindicaran el trono eran con frecuencia cegados y, en ocasiones, castrados, y confinados en monasterios. Un caso peculiar es el de Justiniano II, llamado Rhinotmetos ('Nariz cortada'), a quien el usurpador Leoncio cortó la nariz y envió al destierro, aunque recuperaría posteriormente su trono. Estos crímenes atroces fueron sumamente frecuentes en la historia del Imperio bizantino, especialmente en las épocas de inestabilidad política.
La figura del emperador estaba especialmente relacionada con la Iglesia, que se convirtió en un factor estabilizador, y especialmente con el patriarca de Constantinopla. La monarquía bizantina tenía un carácter cesaropapista —uno de los títulos del emperador era Isapóstolos ('Igual a los Apóstoles'), y ciertas prerrogativas de su cargo remiten al Rex sacerdos ('Rey sacerdote') de la monarquía israelita—. El emperador y el patriarca tenían una relación de mutua interdependencia: si bien el emperador designaba al Patriarca, era este el que sancionaba su acceso al poder mediante la ceremonia de coronación. Entre uno y otro hubo en la historia de Bizancio muchos momentos de tensión, pues los intereses del Estado diferían a veces de los de la Iglesia. En la última etapa del Imperio, por ejemplo, cuando los emperadores, para obtener la ayuda de Occidente frente a los turcos, intentaron restaurar la unidad religiosa de su Iglesia con la de Roma, se encontraron con la tenaz resistencia de los patriarcas.
Una de las principales bazas del emperador era su control sobre una eficaz administración, que se regía por el Corpus Iuris Civilis, recopilado en época de Justiniano. La organización territorial se basaba, desde el siglo VII, en los themata ('temas'), provincias al mando de un strategos o general.

### Ejército
El Ejército bizantino fue durante siglos el más poderoso de Europa. Continuación del Ejército romano, en los siglos III y IV fue sustancialmente reformado, desarrollando sobre todo la caballería pesada (catafracta), de origen persa. La armada bizantina tuvo un papel preponderante en la hegemonía del Imperio, gracias a sus ágiles embarcaciones, llamadas dromones (dromos) y al uso de armas secretas como el «fuego griego». La superioridad naval de Bizancio le proporcionó el dominio del Mediterráneo oriental hasta el siglo XI, cuando empezó a ser sustituida por el incipiente poder de algunas ciudades-estado italianas, especialmente Venecia.
En un primer momento existían dos tipos de tropas: los limitanei (guarniciones de frontera) y los comitatenses. A partir del siglo VII el Imperio fue organizado en themata, circunscripciones tanto administrativas como militares dirigidas por un strategos, cuya existencia mejoró sustancialmente la capacidad defensiva de Bizancio frente a sus numerosos enemigos exteriores. En la defensa de Bizancio jugó un importante papel la hábil diplomacia de sus emperadores. Los pagos de tributos mantuvieron mucho tiempo alejados a los enemigos del Imperio, y su servicio de espionaje logró salvar situaciones que parecían desesperadas.
Una de las debilidades del Ejército bizantino, que fue acentuándose con el tiempo, fue la necesidad de recurrir a tropas mercenarias, de fidelidad dudosa. Entre los cuerpos mercenarios más conocidos está la famosa guardia varega. La crisis más terrible que los mercenarios causaron en el Imperio fue seguramente la revuelta de los almogávares, en el siglo XIV. El arte de la estrategia alcanzó un gran auge en época bizantina, e incluso varios emperadores, como es el caso de Mauricio escribieron tratados sobre el arte militar. Estas doctrinas ensalzaban el sigilo, la sorpresa y el liderazgo de los comandantes.

### Religión
Uno de los rasgos más característicos de la civilización bizantina es la importancia de la religión y del estamento eclesiástico en su ideología oficial, Iglesia y Estado, emperador y patriarca, se identificaron progresivamente, hasta el punto de que el apego a la verdadera fe (la «ortodoxia») fue un importante factor de cohesión política y social en el Imperio bizantino, lo que no impidió que surgieran numerosas corrientes heréticas.
El cristianismo primitivo tuvo un desarrollo mucho más rápido en Oriente que en Occidente. Es muy significativo el hecho de que el Concilio de Calcedonia reconociera en 451 cinco grandes patriarcados, de los cuales solo uno (Roma) era occidental; los otros cuatro (Constantinopla, Jerusalén, Alejandría y Antioquía) pertenecían al Imperio de Oriente. De todos ellos, el principal fue el Patriarcado de Constantinopla, cuya sede estaba en la capital del Imperio. Las otras tres sedes fueron separándose paulatinamente de Constantinopla, primero a causa de la herejía monofisita, duramente perseguida por varios emperadores; luego, con motivo de la invasión del islam en el siglo VII, las sedes de Alejandría, Antioquía y Jerusalén quedaron definitivamente bajo dominio musulmán.
Durante el siglo VII, hubo algunos intentos de la Iglesia ortodoxa por atraerse a los monofisitas, mediante posturas religiosas intermedias, como el monotelismo, defendido por Heraclio I y su nieto Constante II. Sin embargo, en los años 680 y 681, en el III Concilio de Constantinopla se retornó definitivamente a la ortodoxia.
La Iglesia ortodoxa sufrió otra crisis importante con el movimiento iconoclasta, primero entre los años 730 y 787, y luego entre 815 y 843. Se enfrentaron dos grupos religiosos: los iconoclastas, partidarios de la prohibición del culto a las imágenes o iconos, y los iconódulos, que defendían esta práctica. Los iconos fueron prohibidos por León III, que ordenó la destrucción de todas las representaciones de Jesús, la Virgen María y de todos los santos, comenzando así las más agrias disputas. Esto no se resolvió hasta que la emperatriz Irene convocó el II Concilio de Nicea en 787 que reafirmó los iconos. Esta emperatriz consideró una alianza matrimonial con Carlomagno que hubiera unido ambas mitades de la cristiandad, pero que fue desestimada.
El movimiento iconoclasta resurgió en el siglo IX, siendo derrotado definitivamente en 843. Todos estos conflictos internos no ayudaron a resolver el cisma que se estaba produciendo entre Occidente y Oriente.
En el siglo IX destaca la figura del patriarca Focio, que por primera vez rechazó el primado de Roma, abriendo una historia de desencuentros que culminaría en 1054, con el llamado Cisma de Oriente y Occidente. Focio se esforzó también en equiparar el poder del patriarca al del emperador, postulando una especie de diarquía o gobierno compartido.
El cisma contribuyó, sin embargo, a la transformación de la Iglesia ortodoxa en una Iglesia nacional. Esto se reforzó más aún con la humillación sufrida en 1204 por la invasión de los cruzados y el traslado temporal de la sede patriarcal a Nicea.
Durante el siglo XIV se desarrolló una importante corriente religiosa, conocida como hesicasmo (del griego hesychía, que puede traducirse como 'quietud' o 'tranquilidad'). El hesicasmo defendía el recogimiento interior, el silencio y la contemplación como medios de acercamiento a Dios, y se difundió sobre todo por las comunidades monásticas. Su máximo representante fue Gregorio Palamás, monje de Athos que llegaría a ser arzobispo de Tesalónica.
Desde finales del siglo XIII hubo varios intentos de volver a la unidad religiosa con Roma: en 1274, en 1369 y en 1438, para conseguir la ayuda occidental frente a los turcos. Sin embargo, ninguno de estos intentos llegó a prosperar.

## Cultura y arte

### Lengua y literatura
En los orígenes del Imperio bizantino existió una situación de diglosia entre el latín y el griego. El primero era la lengua de la administración estatal, en tanto que el griego era la lengua hablada y el principal vehículo de expresión literaria. La Iglesia y la educación utilizaban también el griego. A esto debe añadirse que algunas regiones del Imperio empleaban otras lenguas, como el arameo y su variante, el siríaco, en Siria y Palestina y el copto en Egipto.
Con el tiempo, el latín fue definitivamente desplazado por el griego, que, en la primera mitad del siglo VII, se convirtió también en la lengua de la administración imperial. Es significativo que ya en época de Heraclio el título de Augustus, en latín, haya sido sustituido por el de basiléus, en griego. El latín, sin embargo, continuó apareciendo en inscripciones y en monedas hasta el siglo XI.
La invasión del islam y la pérdida de las provincias orientales propiciaron una mayor helenización del Imperio. El griego hablado en el Imperio era el resultado de la evolución del griego helenístico, y suele denominarse griego medieval o griego bizantino. Existían grandes diferencias entre el lenguaje literario, deliberadamente arcaico, y el lenguaje hablado, la koiné popular, muy rara vez utilizada en la literatura.
La literatura, como en general la cultura bizantina en todos sus aspectos, se caracteriza por tres elementos: helenismo, cristianismo e influjo oriental. Helenismo porque continúa la tradición de la Grecia clásica pese a los intentos romanizadores de Justiniano, de lengua materna latina, y su sobrino Justino II, que solo alcanzaron al derecho. Cristianismo porque esa fue desde Constantino la religión del Imperio, a pesar de la oposición intelectual hasta bien entrado el siglo VI; influjo oriental por la estrecha relación con pueblos asiáticos y africanos.
La literatura bizantina cuenta con un poema épico en griego popular, el de Digenis Akritas, y con líricos de primer orden como Teodoro Pródromo. Posee unos géneros característicos, como los bestiarios, volucrarios, lapidarios y las novelas bizantinas (Estacio Macrembolita: Los amores de Isinia e Ismino; Teodoro Pródromo, Los amores de Rodante y Dosicles; Nicetas Eugeniano, Las aventuras de Drusilla y Caricles y Constantino Manasés, Aventuras de Aristandro y Calitea). Fue especialmente fecunda en escritores teológicos (como, por ejemplo, Eneas de Gaza), cristológicos y hagiográficos. Repercutió en particular en la literatura occidental la historia de Barlaam y Josafat, divulgada por todo Occidente, en la cual se encuentran alusiones a la vida de Buda.
La historia tuvo representantes eminentes, como Procopio de Cesarea, secretario que fue del célebre general Belisario durante el reinado de Justiniano y a la vez panegirista del emperador en los seis libros de sus Historias y su detractor en la llamada Historia secreta. En la lírica destaca el género del epigrama con figuras como Pablo Silenciario y Agatías, este último antologista e historiador del periodo que siguió a Justiniano. Jorge de Pisidia compuso poesía épica y epigramas. Existe un interesante libro de viajes de Cosmas Indicopleustes. Del siglo VII destaca un historiador, Simocata, que no llegó a la importancia de Procopio; en este siglo se hizo famoso el poeta Romano el Mélodo, autor de himnos religiosos. Entre el siglo VIII y el XI se compila la ya mencionada epopeya nacional Digenis Acritas, compuesta en una lengua semiculta; también se elaboran epopeyas sobre las hazañas de Alejandro Magno y se componen enciclopedias como la Suda, de no siempre acendrada veracidad. Se recopiló en esta época el más importante corpus de epigramática griega que se conserva, la Antología Palatina. El cristianismo entra en el género tradicional pagano con la obra del monje Teodoro Estudita y de la monja poetisa Casia. Algunos emperadores se dedicaron a las letras, como León VI el Sabio, que fue poeta, así como su hijo, Constantino VII Porfirogéneta. San Juan Damasceno compuso tratados teológicos y polémicos en oscuro estilo; el citado Teodoro escribe también sobre la cuestión iconoclasta, así como obras ascéticas y de exégesis.
En el último periodo, desde finales del XI, existe una gran cantidad de literatura polémica religiosa, pero también escriben Focio y Miguel Psellos sobre temas más variados y se propicia un renacimiento de las letras griegas, renacimiento que pasó a Europa con la dispersión de los eruditos bizantinos por la península itálica tras la conquista de Constantinopla por los otomanos. En Italia renacerá el estudio del griego y el Humanismo y de ahí pasará al resto del mundo. Tzetzes escribe poemas didácticos y eruditos. El epigrama alcanza cumbres en Cristóbal de Mitilene o Juan Mauropo. Se escriben novelas en Grecia y proliferan los bestiarios y lapidarios, y crónicas como la célebre Crónica de Morea, que mandó traducir al aragonés el gran maestre de la Orden de San Juan de Jerusalén Juan Fernández de Heredia. El inquieto e inconformista poeta Teodoro Pródromo escribe cuatro poemas satíricos en la lengua popular y escribe su Catomiomaquia, o Lucha de los Gatos contra los Ratones a modo de parodia épica. Hay excelentes historiadores que dejan testimonio de las Cruzadas, como los hermanos Miguel y sobre todo Nicetas Acominato, Paquimeras, Nicéforo Brienio o su mujer Ana Comneno, princesa imperial autora de La Alexiada, historia de su padre Alejo I Comneno. Durante la época de los Paleólogos la literatura entra en decadencia, pero después surge con fuerza la filología.

### Arquitectura bizantina
La arquitectura bizantina es heredera de la arquitectura romana y la arquitectura paleocristiana. Es una arquitectura esencialmente religiosa, aunque no faltaron los edificios civiles de importancia. Muestra una marcada predilección por el ladrillo como material de construcción (aunque disimulado por lajas de piedra en el exterior y por suntuosos mosaicos en el interior). Aunque utiliza la columna (destaca la sustitución del ábaco por el cimacio), su innovación más característica es el uso sistemático de la cubierta abovedada. Los tipos de bóveda más utilizados son la de cañón y la de arista, pero destaca sobre todo la cúpula, con su característica base sobre pechinas (aunque también se empleó ocasionalmente la cúpula sobre trompas). En cuanto a la planta, la más frecuente en los templos es la de cruz griega, con una cúpula en la intersección de las naves. Es frecuente que los templos, además del cuerpo de nave principal, posean un atrio o narthex, de origen paleocristiano, y el presbiterio precedido de iconostasio, llamada así porque sobre este cerramiento calado se colocaban los iconos pintados.
En la historia del arte y la arquitectura bizantinas suelen distinguirse tres períodos o «Edades de Oro». La Primera Edad de Oro tiene su momento más representativo en la época de Justiniano, y sus edificios más destacados son la iglesia de los Santos Sergio y Baco, la de Santa Irene y, sobre todo, la de Santa Sofía, todas ellas en Constantinopla.
La Segunda Edad de Oro coincide con el renacimiento macedónico (siglos IX, X y XI). Sigue siendo la iglesia de planta central cubierta con cúpula el modelo fundamental. Son frecuentes las iglesias de planta de cruz griega inscrita en un cuadrado, con los brazos de la cruz cubiertos con bóvedas de cañón, y cinco cúpulas, una en el centro y otras cuatro en los ángulos. El prototipo era la Nueva Iglesia (Nea) construida por Basilio I, hoy desaparecida. Algunas iglesias destacadas son la iglesia de los Santos Apóstoles en Constantinopla, Santa Catalina de Salónica, la catedral de Atenas y la basílica de San Marcos de Venecia.
La Tercera Edad de Oro comienza tras la recuperación de Constantinopla en 1261. Es una época de difusión de las formas bizantinas, tanto hacia el Norte (Rusia) como hacia Occidente. Las novedades de este período son más bien decorativas que estructurales. Destacan iglesias como Santa María Pammakaristos en Constantinopla, las iglesias del monte Athos o el conjunto de iglesias de Mistra, en el Peloponeso.

### Escultura
El estilo bizantino quedó definido a partir del siglo VI. Anteriormente dominaba el estilo romano tardío, aún en la misma Constantinopla, según lo evidencian diversas estatuas erigidas por toda la ciudad. No obstante, otros monumentos de la época iniciaban ya el gusto bizantino, como Disco de Teodosio de Madrid que ostenta en bajorrelieve las figuras del emperador y su corte (393).
El estilo Bizantino en escultura debe considerarse como una derivación del Helenico, bajo la influencia asiática. Le caracterizan, en general, cierto amaneramiento, uniformidad y rigidez o falta de naturalidad en las figuras junto con la gravedad la cual suele consistir en esmaltes, en imitaciones de piedras y sartas de perlas, en trazos geométricos y en follaje estilizado o desprovisto de naturalidad.
Cultivó el arte bizantino muy poco el bulto redondo, pero abundó en relieves sobre marfil, plata y bronce y no abandonó del todo el uso de camafeos y entalles en piedras finas. En los relieves, como en las pinturas y mosaicos se presentan las figuras mirando de frente.

### Mosaicos
De la cultura Helenica Bizancio heredó la decoración mediante mosaicos que llegaron a su máximo esplendor con este imperio. Los mosaicos eran figuras formadas por pequeños trozos de piedra o vidrio coloreado (llamadas también teselas). Seguían estrictas normas para ilustrar pasajes de la vida de los emperadores y escenas religiosas. Estas últimas cubrían las murallas y cielos rasos de las iglesias.
De esa habilidad alcanzada con respecto a los mosaicos resurge el interés de los vidrieros de Bizancio por la imitación de las piedras preciosas, con lo que llegaron a alcanzar una habilidad tan grande que resultaba bastante difícil poder distinguirlas de las auténticas.

### Pintura
Son particularmente destacables los retablos de temática religiosa conocidos como iconos.

### Música
La música bizantina, de carácter normalmente religioso, estaba fuertemente emparentada con el canto gregoriano.

## Legado
El Imperio bizantino fue un Imperio multicultural, que nació como cristiano y heredero de la tradición romana, comprendiendo la zona de Oriente y que desapareció en 1453 como un reino griego ortodoxo. El escritor británico Robert Byron lo describió como el resultado de una triple fusión: un cuerpo romano, una mente griega y un alma oriental.
Bizancio fue la única potencia estable en la Edad Media. Su influencia sirvió de factor estabilizador en Europa, sirviendo de barrera contra la presión de las conquistas de los ejércitos musulmanes y actuando como enlace hacia el pasado clásico y su antigua legitimidad.
La caída del Imperio fue traumática, tanto que durante mucho tiempo se consideró 1453 como la división entre la Edad Media y la Edad Moderna. El conquistador otomano, Mehmet II, y sus sucesores se consideraron a sí mismos herederos legítimos de los emperadores bizantinos hasta el derrumbamiento del Imperio otomano, a principios del siglo XX. Sin embargo, el papel del emperador bizantino como cabeza de la ortodoxia oriental fue reclamado por los grandes duques de Moscú empezando por Iván III. Su nieto Iván IV el Terrible se convertiría en el primer zar de Rusia (el título de zar proviene del latín caesar, 'césar'). Sus sucesores apoyaron la idea de que Moscú era la heredera legítima de Roma y Constantinopla, la Tercera Roma —una idea mantenida por el Imperio ruso hasta su propio fin a principios del siglo XX—.
Desde el punto de vista comercial, Bizancio era el punto de partida de la Ruta de la Seda, el eje económico que unía Europa con Oriente, importando materias de lujo como seda y especias. La interrupción de esta ruta con motivo de la desaparición del Imperio bizantino provocó la búsqueda de nuevas rutas comerciales, llegando españoles y portugueses a América y África en busca de rutas alternativas. Los portugueses, que acabaron la Reconquista antes y dispusieron de los recursos necesarios con antelación crearon un Imperio atlántico que permitía alcanzar la India al circunnavegar África. Los españoles, posteriormente, patrocinarían a Cristóbal Colón y a los conquistadores, que supondrían la creación de un imperio que transformaría a España en la primera potencia mundial.
Bizancio desempeñó un papel inestimable para la conservación de los textos clásicos, tanto en el mundo islámico como en la Europa occidental, donde sería clave para el Renacimiento. Su tradición historiográfica fue una fuente de información sobre los logros del mundo clásico. Hasta tal punto fue así, que se cree que el resurgir cultural, económico y científico del siglo XV no hubiera sido posible sin las bases establecidas en la Grecia bizantina.
La influencia de Bizancio en asuntos como la teología sería vital para pensadores europeos como Santo Tomás de Aquino. Asimismo se ha de mencionar que el Imperio fue clave en la extensión del cristianismo, que definiría Europa durante siglos. De los cuatro mayores focos de esta religión, tres (Jerusalén, Antioquía y Constantinopla) se hallaban en su territorio y hasta que no aconteció el cisma de Oriente fue su mayor foco espiritual. También fue responsable de la evangelización de los pueblos eslavos, gracias a misioneros tan célebres como Cirilo y Metodio, que evangelizaron a los pueblos eslavos y desarrollaron un sistema de escritura que aún hoy en día se sigue utilizando en muchos países, el alfabeto cirílico. Por último es notable su influencia en las Iglesias copta, etíope, y la de armenia.